# Pace, Florida
Pace är en ort (CDP) i Santa Rosa County, i delstaten Florida, USA. Enligt United States Census Bureau har orten en folkmängd på 20 039 invånare (2010) och en landarea på 62,8 km².